# Рузское княжество
Рузское княжество — удельное русское княжество; столица — Руза.

## История
Точное время основания неизвестно, но в летописи упоминается впервые в XV веке; в документах — с первой половины XIV века.
Иван II по духовной грамоте отдал Рузу в удел своему сыну Ивану Малому, который владел ей до своей смерти в 1364 году. После смерти Ивана Малого Руза снова вошла в состав Москвы. После смерти Дмитрия Донского Руза вышла из состава Московского княжества. В этом качестве она принадлежала сначала сыну Дмитрия Донского, Юрию Дмитриевичу, а затем сыну последнего, Василию Косому.
В 1436 году Рузой завладел другой сын Юрия Дмитриевича, Дмитрий Шемяка, а в 1450 году, его племянник, Василий II Тёмный, присоединил Рузу к Москве. В 1462 году город отошёл к Борису, сыну Василия II. Таким образом, город стал частью Волоцкого удела. Сын Бориса, Фёдор, отдал своему младшему брату Ивану Рузу и прилегающую к ней область в 1494 году. Иван Борисович Рузский скончался в 1503 году. Он оказался бездетным, а Рузское княжество навсегда вошло в состав Московского.

## Правители
- Иван Борисович Рузский (1494—1504)[3].